# Marzabotto (antike Stadt)

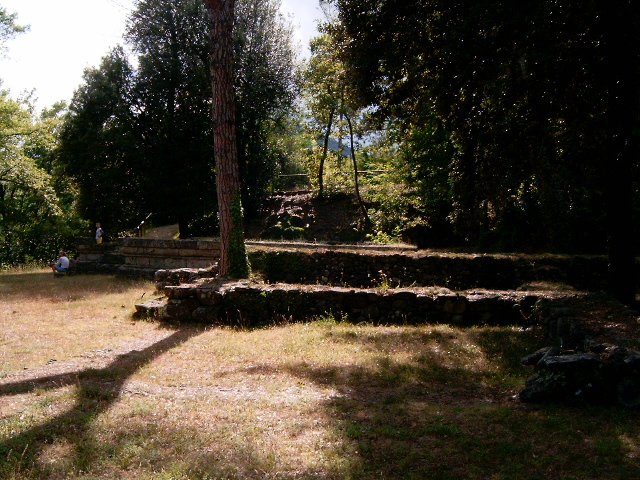
Akropolis in Marzabotto

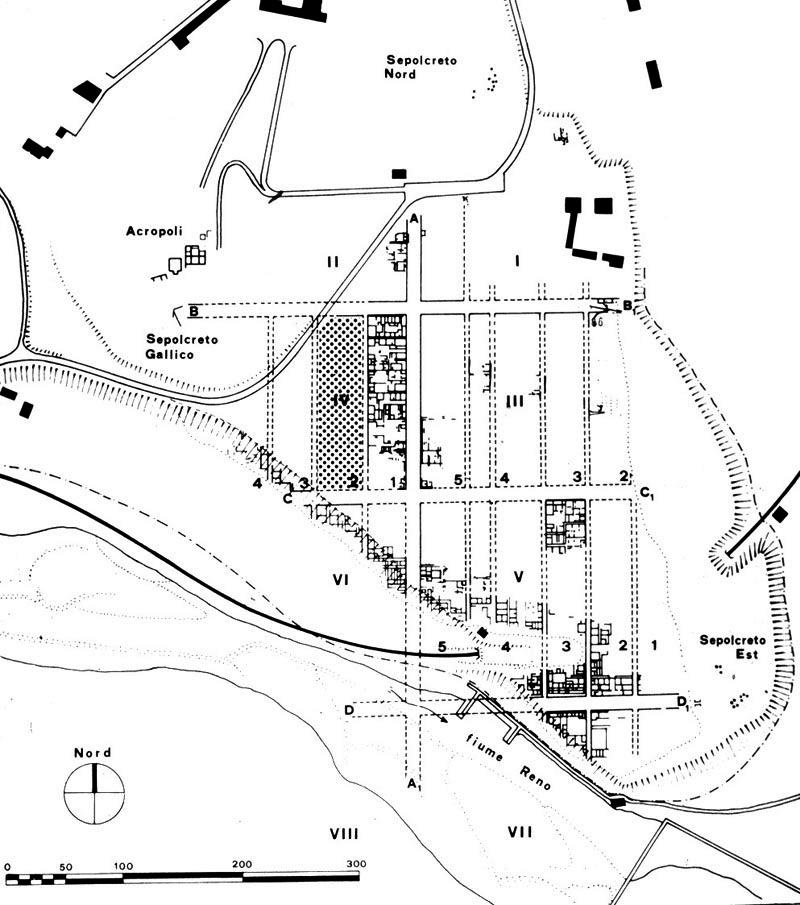
Karte der Ausgrabungsstätte

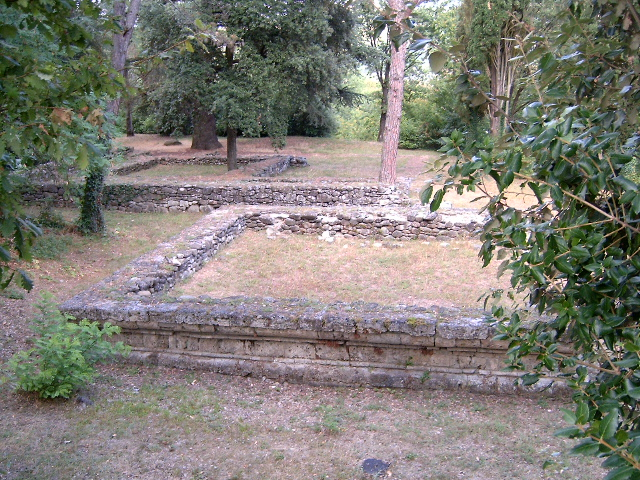
Tempel von Marzabotto

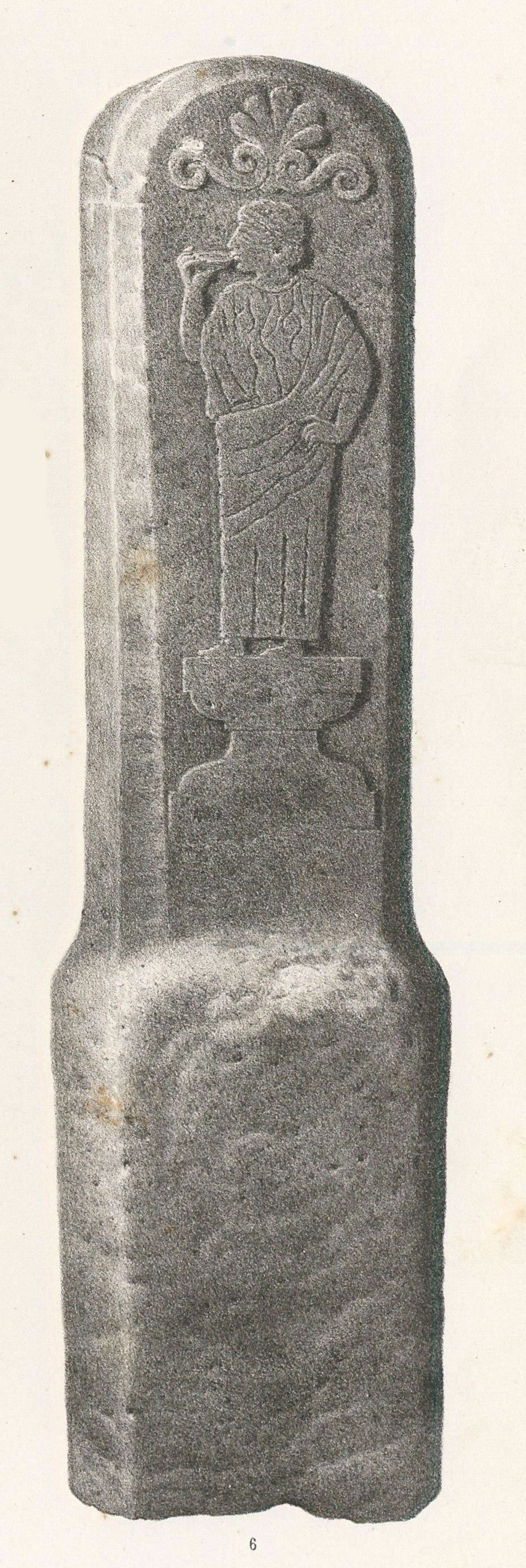
Grabstele aus Marzabotto

Marzabotto ist eine kleine italienische Ortschaft in den Apenninen, in deren Nähe die Reste einer etruskischen Stadt ausgegraben wurden. Es handelt sich um die am besten erhaltene und erforschte etruskische Stadt.
Die Grabungen von Marzabotto sind auch mit dem Beginn der keltischen Archäologie in Italien eng verbunden. Beim 5. Kongress für prähistorische Anthropologie und Archäologie in Bologna 1871 wurden auch erstmals die kulturellen Verbindungen einiger Funde mit dem transalpinen West- und Mitteleuropa erwähnt.

## Geschichte
Der antike Name der Stadt ist nicht mit Sicherheit überliefert. Es gibt zwei Hypothesen. Das Plateau, auf dem die Stadt steht, heißt Pian di Misano. Daraus wurde geschlossen, dass dieser Name Bezug auf einen alten Namen nimmt. In der Tat wurde in Rubiera eine Inschrift gefunden, die einen Ort Misa oder Misala nennt. Im Haupttempel der Stadt wurde bei jüngsten Ausgrabungen eine kurze Inschrift gefunden: ...ni kainuathi x.... Bei -thi handelt es sich im Etruskischen um den Lokativ. Die Inschrift nennt also einen Ort Kainua.
Die liegt auf einem Plateau am Reno, dessen Tal meist sehr eng ist, sich hier jedoch ausweitet. Am Ende des sechsten Jahrhunderts v. Chr. begannen die Etrusker, Kolonien nördlich ihres eigentlichen Stammlandes zu gründen. Vor allem in der Poebene und auf dem Weg dorthin entstanden einige Städte. Schon im sechsten Jahrhundert befand sich bei Marzabotto ein Ort mit ovalen einfachen Hütten. Die Böden dieser Häuser bestehen aus Lehm oder Kieseln. Die Wände der Häuser hatten Holz und Flechtwerkkonstruktionen. Bei den Ausgrabungen fanden sich davon vor allem noch Pfostenlöcher. Typische Funde sind Scherben der Bucchero-Keramik, aber auch vereinzelte Keramik aus Korinth. Siedlungsreste dieser Phase fanden sich vor allem im Süden der Stadt, können aber auch in anderen Teilen nachgewiesen werden.
Um 500 v. Chr. wurde der Ort zu einer Stadt mit rechtwinkligen Straßen ausgebaut, die nach einem rechtwinkligen Schema mit ca. 15 m breiten Hauptstraßen angelegt war. Seitenstraßen waren 5 m breit. Die ganze Stadt war etwa 400 × 500/600 m groß. Die genauen Ausmaße der Stadt lassen sich heute nicht mehr genau ermitteln, da der Reno, an dem sie liegt, im Laufe der Zeit sein Flussbett geändert und Teile der Stadt mitgerissen hat. Es handelte sich um eine sog. Streifenstadt, die griechischen Vorbildern folgt. Die Straßen haben je nach ihrer Bedeutung unterschiedliche Breiten. Insgesamt gab es eine breite Nord-Süd-Achse und drei Ost-West-Achsen. An mehreren Schnittpunkten der Straßen haben sich insgesamt fünf große Kieselsteine erhalten, auf denen sich ein eingeritztes Kreuz befindet. Es sind wahrscheinlich Markierungspunkte, die bei der Anlage der Stadt benutzt wurden und die auch eine religiöse Bedeutung hatten und deshalb nicht entfernt wurden. Unter den Straßen der Stadt, die über eine offene Kanalisation verfügte, befand sich eine Wasserleitung. In etwa sieben Metern Tiefe befand sich im Boden eine wasserführende Schicht, die leicht durch Brunnen zu erreichen war. Nahe bei der Akropolis der Stadt fand sich auch ein Wasserverteiler, der von einer nahe gelegenen Quelle versorgt wurde und dann das Wasser durch zwei Leitungen in die Stadt leitete. Dass die Wohnbauten gut durch Brunnen versorgt waren, kann vermutet werden, da das Wasser in Töpfereien geleitet wurde, die einen erhöhten Wasserbedarf hatten.
Um 400 v. Chr. drangen die Kelten, vor allem der Stamm der Boier, in die Po-Ebene ein. Es gab wahrscheinlich kriegerische Auseinandersetzungen, doch berichten die Quellen davon nur wenig. Die Stadt ging vermutlich um 350 v. Chr. unter. Es gibt jedoch keinerlei Anzeichen dafür, dass die Stadt gewaltsam erobert wurde. Wahrscheinlich wurde die Stadt verlassen, da sich Handelsrouten geändert hatten und damit Einnahmequellen versiegt waren. Der Ort blieb eine Weile unbewohnt, bis sich hier einige Kelten niederließen, deren Gräber sich an verschiedenen Orten in der Stadt fanden. In römischer Zeit stand im Nordosten der Stadt ein Bauernhaus mit zwei Öfen.

## Geschichte der Ausgrabungen
Antike Ruinen am Ort waren schon seit dem 16. Jahrhundert bekannt. 1781/1781 beschrieb Serafino Calindri die Stadt als Fundort zahlreicher Antiken, vor allem von Statuen und römischen Münzen. 1831 erwarb die Familie Aria das Gelände und ließ es zu einem Park umwandeln. Dabei stieß man 1839 auf ein Votivdepot, das zahlreiche Bronzestatuen enthielt. Es gab weitere Zufallsfunde, bis Teile der Stadt 1862/63 von Giovanni Gozzadini ausgegraben wurden. Weitere Grabungen fanden zwischen 1866 und 1869 statt, wobei Gozzadini sich jetzt vor allem um die Nekropolen kümmerte. Die Grabungen wurden auch kurz darauf in Monographien veröffentlicht. Gozzadini vertrat die Meinung, dass es sich bei der ganzen Stadt um einen Friedhof handelte. Dies ist nicht so verwunderlich, da er im Stadtgebiet auch (keltische) Bestattungen fand. 1888/1889 kam es zur ersten staatlichen Grabung unter Edoardo Brizio, der den Lehrstuhl für Archäologie in Bologna innehatte. Er richtete auch ein Museum für die Funde in der Villa Aria ein. Brizio veröffentlichte einen ersten Stadtplan. 1911 wurden jedoch die Goldfunde aus dem Museum gestohlen; sie wurden angeblich eingeschmolzen. Sie sind heute nur noch von den Zeichnungen Gozzadinis bekannt. 1933 wurde das Gelände vom Staat gekauft und das Museum wurde umgelagert. Gegen Ende des Zweiten Weltkrieges wurde es bombardiert, wodurch ein Großteil der Funde verloren ging. Seit 1957 gab es wieder Grabungen unter Guido Achille Mansuelli, der eine ganze Insula (insula I, regio IV) freilegte. Französische Grabungen legten von 1971 bis 1976 Teile der Insula V,3 frei. 2002 konnte ein weiterer und wohl der wichtigste Tempel der Stadt ausgegraben werden.

## Wohnbauten und Werkstätten
Die heute relativ gut erhaltenen Wohnbauten stammen aus der zweiten Hälfte des 5. Jahrhunderts. Innerhalb der Stadt konnten bisher zwei Haustypen festgestellt werden. Einerseits gibt es große Wohnbauten, die sich vor allem in der Insula IV,1 fanden, andererseits gab es genau halb so große Häuser, die bisher am besten aus Insula V,3 bekannt sind. Die Häuser haben Fundamente aus Flusskieseln. Die Bauten standen nicht dicht beieinander, sondern waren durch Abwasserkanäle getrennt, die auch aus Flusskieseln aufgemauert waren.
Die aufgehenden Mauern bestanden aus einer Fachwerkkonstruktion. Die Häuser werden wahrscheinlich meist einstöckig gewesen sein. Die starken Fundamente lassen es aber auch möglich erscheinen, dass einige Bauten oder Teile von ihnen zweistöckig waren. Die Dächer waren mit Dachziegeln abgedeckt. Es fanden sich gelegentlich dekorierte Randziegel. Es bleibt unklar, ob diese von Wohnbauten oder von den Tempeln der Stadt stammen. Die Häuser mit dem Innenhof sind im Plan fast identisch zu den späteren Atrium-Häusern, wie sie vor allem aus Pompeji bekannt sind.
In der Stadt lassen sich mehrere Werkstätten nachweisen. In einem Haus der Insula 1 in der Regio II konnte eine Töpferei ausgegraben werden, die Keramik mit einem schwarzen Überzug aus lokalen Ton produzierte. In einem Haus der Insula 5 in der Regio kamen Reste einer Metallwerkstatt zu Tage. Bemerkenswert ist vor allem der Fund von Resten einer Gussform für eine qualitativ hochstehende Bronzestatue.

## Tempel

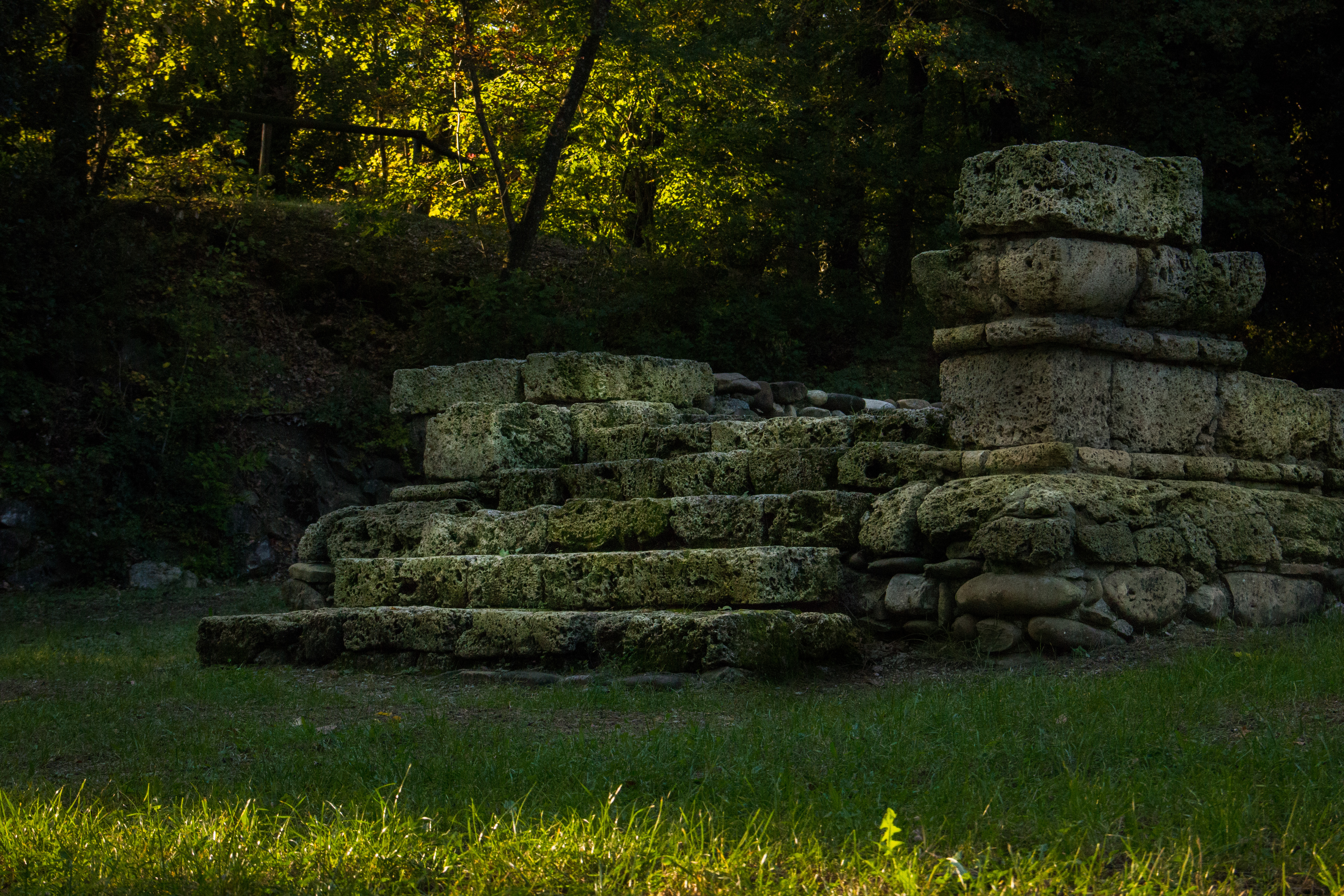
Reste von Tempel D

Im Norden der Stadt wurde seit 1999 ein großer Tempel ausgegraben, der nach einer Inschrift dem Tinia (dem Zeus oder Jupiter vergleichbar) geweiht war und offensichtlich der Haupttempel der Stadt war. Die Reste des Baues wurden erst 1999 entdeckt, nachdem Teile der Stadt geophysikalisch untersucht worden waren. Er wurde danach von der Universität Bologna ausgegraben. Der Tempel nahm den großen Teil einer Insula ein und lag innerhalb eines ummauerten Tempelbezirkes (35 × 57 m). Der eigentliche Tempel stand auf einem rechteckigen Podium und hatte an der Front vier, an der Rückseite fünf und an den Längsseiten sechs Säulen. Das Dach war mit Terrakottaschmuck dekoriert, wie er typisch für etruskische Tempel ist. Es fanden sich jedoch nur wenige Fragmente. An der Front führte eine Treppe auf das Podium. Das Innere des Tempels war in mehrere Räume gegliedert. In der Nähe des Tempels fanden sich zwei Fragmente von Marmorstatuen, die sicherlich in Griechenland produziert wurden. Der Kopf eines Kouros, der um 500 v. Chr. datiert wird, gehörte einst zu einer etwa 1,1 bis 1,2 m großen Statue.
Auf der Akropolis im Nordosten der Stadt konnten 1856 drei Tempel, zwei Altäre und andere Strukturen ausgegraben werden. Ganz im Osten stand ein Umgangstempel (etwa 10,4 × 17,95 m) (Bau A) griechischen Typs. Daneben stand ein Altar (Bau B), der aber älter als der Tempel ist. Südlich des Altars stand der größte Tempel (Bau C;18,2 × 21,4 m), bei dem es sich um einen Tempel des tuskanischen Types gehandelt haben muss. Der Bau war dreigeteilt mit einer Mittelcella und zwei Seitencellae. Dieser Tempel war reich mit Terrakottadekorationen geschmückt. Bau D steht westlich davon. Der Bau (9,1 × 9,2 m) ist heute der besterhaltene der hiesigen Anlagen. Erhalten ist ein Podium mit einer Treppe auf der Südseite, das aus Travertinblöcken aufgemauert ist. Es handelte sich entweder um einen Altar oder um einen einräumigen Tempel. Wiederum westlich befindet sich Bau E, der schlecht erhalten ist. Es handelt sich wohl um einen Sakralbau, obwohl auch andere Funktionen vorgeschlagen wurden. Da sich auf der Akropolis keine Inschriften fanden, sind die hier verehrten Gottheiten unbekannt.

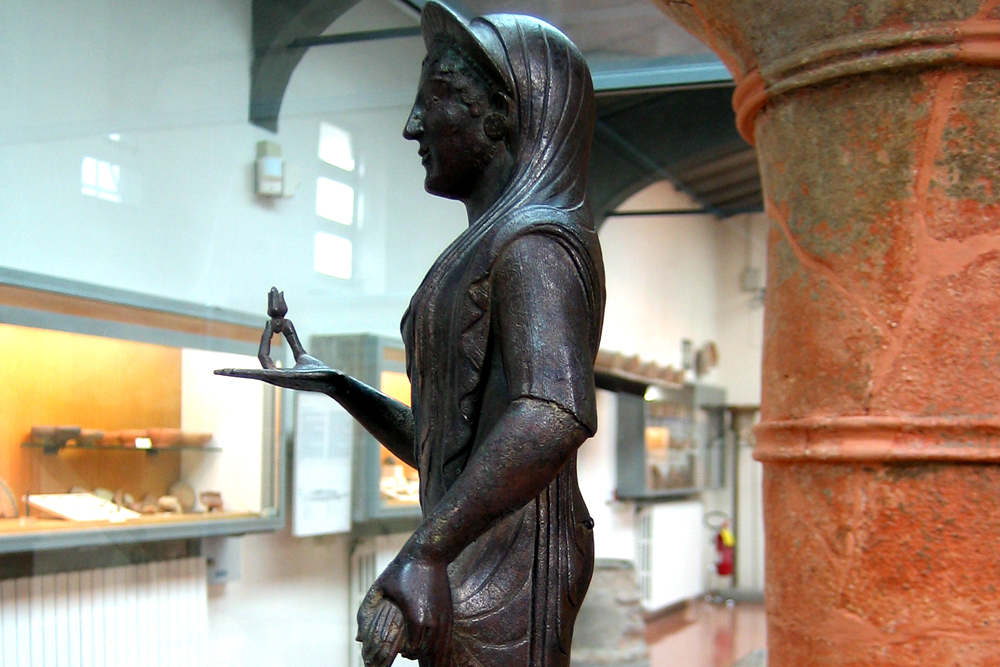
Bronzekore im Etruskischen Nationalmuseum Marzabotto

Ganz im Norden der Stadt fanden sich Reste eines Quellheiligtums. Der Bau ist schlecht erhalten. Es ist auch nicht ganz klar, ob der Tempel schon außerhalb der Stadt, ganz am Rand oder noch innerhalb der Stadt stand, da die Stadtgrenzen bisher nicht genau bekannt sind. Die bislang nicht ganz ausgegrabene Anlage war nur etwa 7,5 × 9 m groß. Es gab eine quadratische, nur 1,5 m tiefe Brunneneinfassung und daneben ein rechteckiges Becken. Sorgfältig bearbeitete Steine bildeten Mauern an mindestens drei Seiten. Terrakottaziegel, Antefixe und Flachreliefs schmückten einst den Tempel, der sich aber nicht rekonstruieren lässt. Es kamen zahlreiche Kleinfunde wie Statuen und Keramik zu Tage. Danach ist das Heiligtum im 6. Jahrhundert v. Chr. gegründet worden. Die Architektur wird aber ins 5. Jahrhundert datiert. Die hier verehrte Gottheit ist unbekannt. Quellheiligtümer waren bei den Etruskern sehr beliebt. Ein herausragender Fund ist eine gut erhaltene Bronzestatuette einer Kore. Die Figur ist 29,7 cm hoch und stellt in Vorderansicht eine junge Frau dar. Das linke Bein ist leicht vorgestellt. Der linke Arm fasst an das lange Gewand. Die andere Hand hält eine Blüte. Das Gesicht zeigt ein archaisches Lächeln. Es handelt sich wahrscheinlich um die qualitätsvollste Kore, die bisher jemals im etruskischen Kulturbereich gefunden wurde. Sie wird auf ca. 520 bis 490 v. Chr. datiert und mag aus einer nordetruskischen Werkstatt stammen.

## Friedhöfe

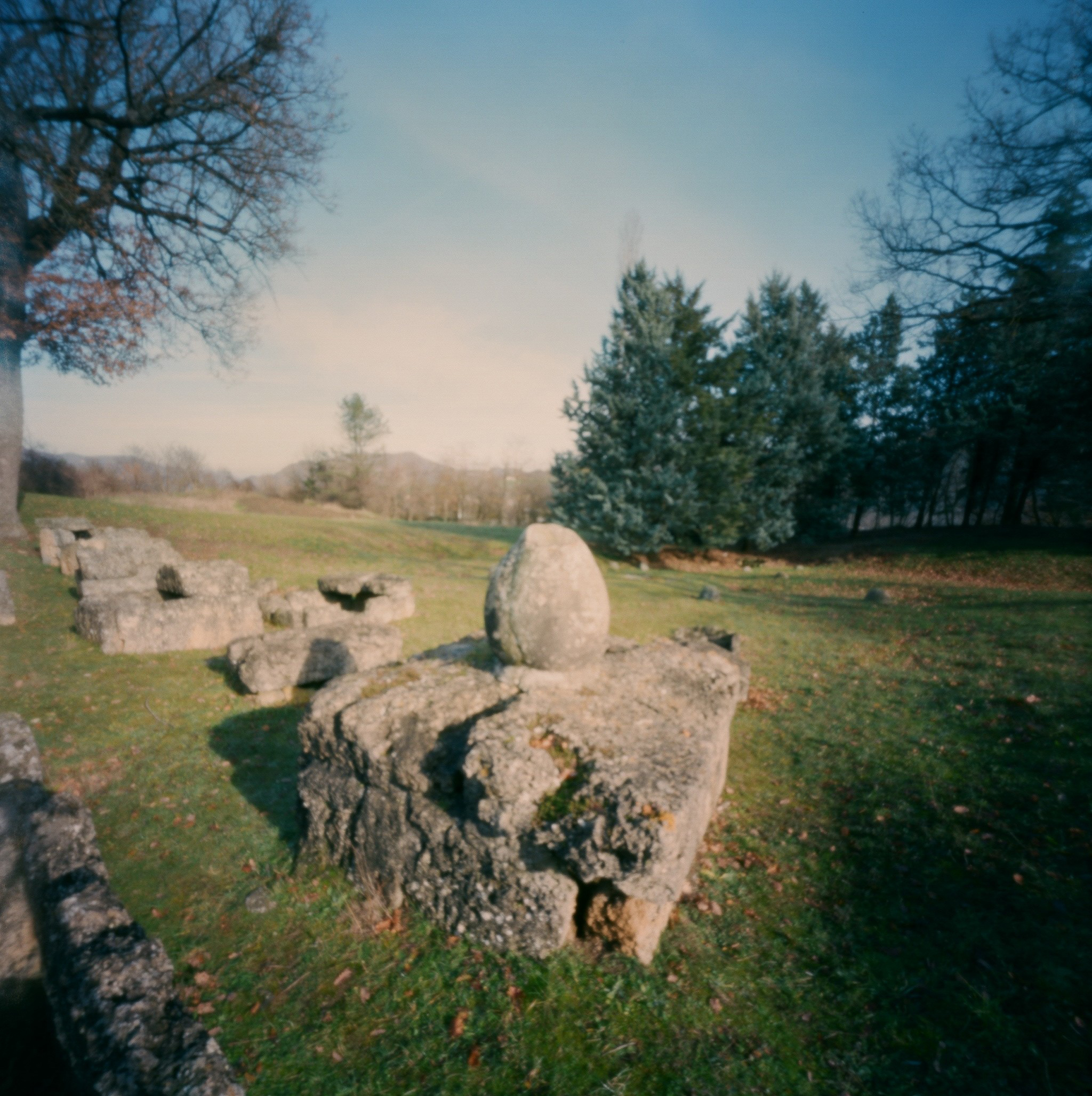
Gräber in Marzabotto; die Steinkisten waren in der Antike nicht sichtbar, da unter der Erde vergraben, nur der Cippus stand oberirdisch

Bisher sind zwei Friedhöfe und einige Einzelbestattungen bekannt. Nördlich der Stadt befindet sich die Nord-Nekropole, östlich der Stadt die Ost-Nekropole. Insgesamt sind bisher 295 Gräber bekannt. Eine Mehrzahl der Niederlegungen sind Körperbestattungen, es gab aber auch zahlreiche Brandbestattungen. Die Brandbestattungen sind oftmals einfache Kistengräber. Es handelt sich um quadratische, aus lokalem Kalkstein aus Platten zusammengesetzte Kisten. Die Abdeckung ist oft giebelförmig. Die Bestattungen waren einst an der Oberfläche markiert. Besonders häufig waren Cippi, das sind runde oder eiförmige Steine, meist nur grob behauen, die auf einer Basis stehen. In Marzabotto fand sich nur ein Cippus mit einer Ritzdekoration, die Figuren zeigt. Es fand sich nur eine einzige Stele, die eine junge, stehenden Frau zeigt. Ihre Figur ist ins flache Relief auf die Vorderseite der Stele gemeißelt. Ein Großteil der Bestattungsbeigaben ist geraubt. Zwei Gräber enthielten jedoch noch reichen Goldschmuck. Keramikbeigaben sind häufig. In einem Grab fand sich eine rotfigurige Vase des Amykos-Malers, der um 410 v. Chr. wirkte.

## Keltische Besiedlung
Zwischen 1867 und 1871 wurden im Stadtgebiet zwei Nekropolen von Gabriel de Mortillet und Pierre Jean Édouard Desor untersucht und dabei die oben genannten Kulturzusammenhänge über den Alpenkamm erkannt. In dem einen Gräberfeld am Fuße der Akropolis wurden 17 Körperbestattungen, im anderen, an einem unbewohnten Platz im Stadtzentrum, acht gefunden. Männergräber mit Waffen, Frauengräber mit Fibeln (darunter eine vom Marzabotto-Typ, siehe unten) und Armreife, aber alle Grabstellen ohne Keramik, wurden freigelegt. Datiert wurden die beiden Nekropolen in die Zeit vom Beginn bis zur Mitte des 3. Jahrhunderts v. Chr., als die Stadt nicht mehr bestand, sondern nur mehr ein oder zwei kleine Ansiedlungen (nach antiken Autoren boisch genannt) und einer entfernteren Siedlungen im heutigen Casalecchio di Reno, wie Vergleiche der latènezeitlichen Fundobjekte beweisen. Die Bestattungsriten sind hier und dort unterschiedlich von den Riten in anderen Zentren der Region (Bologna, Monte Bibele, Monterenzio), denn es wurden dabei keine hellenisierenden griechisch-etruskischen Bräuche, wie ein sympósion („Gastmahl“) oder Wettbewerbe abgehalten. Auch gab es ausschließlich Körper- und keine der damals ebenfalls üblichen Brandbestattungen. Einige der Bestattungen fanden in sogenannten Grabschächten statt, was als Argument einer Verbindung zwischen cis- und transalpiner (Kelten-)Welt galt. Eine Wiederverwendung aufgelassener Brunnenschächte wird allerdings heute als wahrscheinlicher angesehen. Die keltische Präsenz am Ort wird nach dem Untergang der Stadt datiert. Es handelt sich wahrscheinlich um nur wenige Familien, die sich hier im ländlichen Milieu ansiedelten und ihre Toten bestatteten. Um 250 v. Chr. verließen sie den Ort, vielleicht im Zusammenhang mit der Romanisierung der Gegend.
Einige Metallobjekte aus dem Stadtbereich sind ebenfalls latènezeitlich, wie Hohlbuckelreifen und Fibeln, teilweise (absichtlich?) deformiert. Manche davon befanden sich im Tempelbezirk und könnten deshalb als Votivgaben (ex-votos) klassifiziert werden. Ein sicher als ex-voto anzusprechendes Objekt ist eine Fibel, die in einem Wasserheiligtum im Nordteil der Stadt deponiert worden war. Gefäße mit keltischen Verzierungen weisen wiederum auf Casalecchio di Reno hin, wo ebensolche Keramiken gefunden wurden.
Vor Ort befindet sich das Etruskische Nationalmuseum Marzabotto, in dem die hier gemachten Funde zu sehen sind.

## Marzabotto-Fibel
Nach dem genannten Exemplar der von Mortillet und Desor in Marzabotto gefundenen Fibel erhielt dieser Typ den Namen Marzabotto-Fibel, auch Züricher- oder drahtförmige Fibel genannt. Die besondere Form dieser Fibel zeigt einen symmetrisch gewölbten Bügel mit zweiseitiger Spirale und einem halbkreisförmigen Fuß. Sie stellt damit eine Mischung aus transalpinen Fibel-Formen und denen der sogenannten Certosa-Fibel dar und ist südlich des Po nur mit diesem einen Fund vertreten. Als technische Neuerung der Frühlatènezeit gilt die Herstellung aus einem Werkstück in einem Arbeitsgang. Als Material wurde meistens Bronzedraht, seltener Silber oder Eisen verwendet. Die Marzabottofibel ist ein Leitobjekt des Zeitabschnittes „La Tène A“ (~480 bis ~380 v. Chr.); ihr Verbreitungsgebiet ist vom Marnegebiet über das Rheintal, die Mittelschweiz bis zur oberen Donau. Gefunden wurde sie sowohl in Männer-, Frauen als auch Kindergräbern, die Lagesituation lässt eine Trageweise am Oberkörper als gesichert annehmen.

### Ausgrabungsberichte
- Edoardo Brizio: Relazione suglin scavi eseguti a Marzabotto presso Bologna dal novembre 1888 a tutto maggio 1889. In: Monumenti Antichi. Bd. 1, 1889, ZDB-ID 206537-x, S. 249–426, (online).
- Giovanni Gozzadini: Di ulteriori scoperte nell’antica necropoli a Marzabotto nel Bolognese. Fava e Garagnani, Bologna 1870, (online).
- Daniele Vitali, Anna Maria Brizzolara, Enzo Lippolis: L’Acropoli della città etrusca di Marzabotto (= Studi e scavi. 18). University Press Bologna, Imola (Bologna) 2001, ISBN 88-86946-46-5.

### Allgemeines
- Martin Bentz, Christoph Reusser: Marzabotto. Planstadt der Etrusker. von Zabern, Mainz 2008, ISBN 978-3-8053-3845-5.
- Guido Achille Mansuelli: Guida alla città etrusca e al museo di Marzabotto. Nuova edizione. Alfa, Bologna 1982.
- Guido Achille Mansuelli: Marzabotto: Dix années de fouilles et recherches. In: Mélanges de l’Ecole Française de Rome. Antiquité. Bd. 84, 1972, S. 111–144, doi:10.3406/mefr.1972.920.
- Susanne Sievers, Otto H. Urban, Peter C. Ramsl (Hrsg.): Lexikon zur Keltischen Archäologie (= Mitteilungen der Prähistorischen Kommission der Österreichischen Akademie der Wissenschaften. 73). 2 Bände. Verlag der Österreichischen Akademie der Wissenschaften, Wien 2012, ISBN 978-3-7001-6765-5.